# 柳斎周秀
柳斎 周秀（りゅうさい ちかひで、生没年不詳）とは、江戸時代末期から明治時代にかけての浮世絵師。

## 来歴
豊原国周の門人。姓名不詳、江戸の生れで柳斎周秀と号している。慶応（1865年‐1868年）から明治初期に活躍しており、主として役者絵を描いているが作品は少ない。慶応3年（1867年）の大錦3枚続「降御影街賑」に、同門であった楊洲周延とともに国周の補筆をしている。

## 作品
- 「梶原源太・梅ヶ枝」　大判2枚続　錦絵　石川県立美術館所蔵